# Abutilon bedfordianum
Abutilon bedfordianum là một loài thực vật có hoa trong họ Cẩm quỳ. Loài này được (Hook.) A.St.-Hil. mô tả khoa học đầu tiên năm 1842.